# 方正县
方正县在中国黑龙江省东南部，是哈尔滨市下辖的一个县，位于松花江南岸，地处张广才岭和松江平原交汇处，是哈尔滨市的卫星城，“全国绿化模范县（市）”。
全县面积2968.6平方公里；邮政编码150800；县政府驻方正镇。

## 地理
方正县境内森林茂密，有松花江、蚂蚁河等共4个水系的21条河流。境内有双子山（现有“双子山原始森林公园”）、张广才岭、莲花湖、响水河。得莫利矿泉水已经得到开发。

## 历史
方正县以县城北的方正泡得名。1909年建县，是东三省的交通要地之一。该地周朝时属肃慎，汉朝时属挹娄，南北朝时属柔然，隋朝、唐朝时先属勿吉、后属忽开洲。金朝该地隶属会宁府，元朝该地隶属合兰府。明朝时该地属胡尔哈部，清朝时该地属吉林将军辖区。清光绪三十二年（1906年），该地改属大通县管辖。清宣统元年四月十五日（1909年6月2日）设县，隶属依兰府，县治所初设于松花江北岸三站，后该站投归黑龙江省，故县治所迁松花江南岸旗产公田地界，以县城北方正泡命名为方正县，县治所在方正泡街。民国三年六月（1914年6月），方正县划归吉林省依兰道。民国十八年（1929年）东北政务委员会成立并废除道制，方正县归吉林省直辖，定为三等县。满洲国初期仍隶属吉林省。满洲国大同元年（1932年）《省公署官制》公布，划满洲为十四省，方正县划归吉林省，为乙类县。满洲国康德元年（1934年）十二月，地方行政机构改革中划满洲为十四省，方正县划归三江省。此后方正县一直隶属三江省至抗日战争胜利。1945年9月3日抗日战争胜利后，方正县初隶属于哈东专区。民国三十六年（1947年）6月5日，《东北新省区方案》公布，方正县划归松江省。

1947年－1949年，方正縣屬松江省管轄

1947年8月，哈东专区撤销，由松江省直辖。中华人民共和国成立后，1951年方正县被定为丁等县，1954年8月松江省被并入黑龙江省，方正县划归黑龙江省直辖，1956年3月方正县隶属黑龙江省牡丹江专区，1970年4月方正县划归黑龙江省松花江专区。1991年2月中华人民共和国国务院批准将方正县划归哈尔滨市，1991年4月1日方正县正式归哈尔滨市。
方正县是一类革命老区，中国共产党领导的各政治、军事组织曾经在中华民国、满洲国时期在该县活动。

## 人口
根據第七次人口普查數據，截至2020年11月1日零時，方正縣常住人口為183789人。
根據第六次全国人口普查结果显示2010年总人口20万3853人。

## 行政区划
方正县下辖4个镇、4个乡：
方正镇、会发镇、大罗密镇、得莫利镇、天门乡、松南乡、德善乡、宝兴乡、方正林业局和沙河农场。

## 交通
- 221国道、 229国道过境。

## 縣內活動

### 政治
方正县的主要党政组织有方正县人民代表大会、方正县人民政府、中国共产党方正县委员会、中国人民政治协商会议方正县委员会。

### 与日方的经济合作
由于历史原因，方正县人口的五分之一居住在海外，绝大部分在日本。 因此，方正县与日本的民间交流非常频繁。每年都有政府及民间组织来方正进行访问。方正县与日本山形县、长野县建立了友好县关系，并开展学生交流互访活动。同时，在智力、技术、资金等方面均得到过日方的支持。并向方正捐赠过农业、医疗、教学方面的物资和资金共计700万元人民币。日本无偿援助的饮水改良、乡镇卫生院项目已建成使用。

### 縣營品牌與特產
- 方正大米，指产于黑龙江省方正县境内的大米，有“秋然”、“绿宝石”、“芳溢”3个品牌，销往中国各地，并出口到海外[7]。方正大米为中国地理标志产品。
- 得莫利矿泉水

2009年，22万人的方正县內的外汇兑换在全国县级城市排名第27位，所有縣民的储蓄存款總额高达37亿多元人民币，80%以上是华侨华人存款，旅日华侨人均年收入约30多万元。

### 教育
方正县的教育机构主要有：
- 方正县第一中学
- 方正县第二中学
- 方正县第三中学
- 方正县第四中学
- 方正县新世纪中学
- 方正县综合高级中学
- 方正县松南中学
- 方正县永丰中学
- 方正县伊汉通乡中学
- 方正县伊汉通乡得莫利学校
- 方正县德善乡第一中学
- 方正县德善乡第三中学
- 方正林业局第一中学
- 方正林业局第二中学
- 方正林业局第四中学
- 方正县朝鲜族学校
- 黑龙江省沙河农场子弟校
- 方正县第一小学
- 方正县第三小学
- 方正县实验小学
- 方正县松南小学
- 方正县德善乡中心小学
- 方正县会发镇中心小学
- 方正林业局中心小学
- 方正林业局第三小学
- 方正县幼儿园

### 卫生
方正县的医疗机构主要有方正县人民医院，此外各乡镇还设有卫生院。

### 建筑
- 方正县烈士陵园
- 吴景刁烈士纪念碑
- 王俭烈士纪念碑
- 苏联红军烈士墓碑
- 中日友好园林
- 日本开拓团民亡者名录墙（已拆除）

## 節慶
1996年，方正縣首次举办莲花节，至2014年已19届，莲花节的主要目的是吸引日方投资，宣传方正的剪纸艺术、书法、原始森林（旅游项目）、方正大米（中国驰名商标）等。

## 事件
- 日本开拓团民亡者名录墙被毁事件
- 为了吸引日方投资，方正县工商局规定街头牌匾必须标有日文，否则“罚款五千元、不发工商执照”，但当地工商局只承认不发工商执照属实，但对罚款不回应。[10]2011年8月发生日本开拓团民亡者名录墙被毁事件后，日文街头牌匾均被清理。[5]